# シャダイカグラ
シャダイカグラ（欧字名:Shadai Kagura、1986年3月23日 - 2005年4月4日）は、日本の競走馬、繁殖牝馬。
1989年のJRA賞最優秀4歳牝馬である。同年の桜花賞（GI）を優勝した。そのほか同年のローズステークス（GII）、ペガサスステークス（GIII）も優勝した。

## デビューまで

### 誕生までの経緯
ミリーバードは、北海道静内町の藤原昭三牧場で生産された父ファバージの牝馬である。後にGIIを3勝するカシマウイングの半姉だった。栗東トレーニングセンターの伊藤雄二厩舎に属して競走馬となり、3勝を挙げる活躍だった。引退後は、藤原牧場に戻り、繁殖牝馬となっていたが、初仔となるダンシングキャップの牡馬を産んでまもなく、伊藤の取り計らいで北海道門別町の野島牧場に移動していた。伊藤は、優れた相馬眼、牧場を回っては優秀な幼駒を発掘し、好成績を挙げていた。血統通でもあった伊藤は、あらゆる馬主から、交配相手の選定を依頼されていた。ミリーバードの馬主からも、同様に依頼された。
ダンシングキャップの初仔を得た後、伊藤は、ディクタスを交配相手に2年連続で選ぶ。そしてディクタスの2番仔、3番仔を得ていた。ところがこれまでの3頭は、伊藤の理想に適う体型とはならなかった。続いて4年目となる1984年、この年の新種牡馬リアルシャダイとの交配を考えていた。
リアルシャダイは、社台ファームの吉田照哉がアメリカで購入し冠名「シャダイ」を用いて、ヨーロッパで競走馬となっていた。フランスで走り、ドーヴィル大賞典などを制した後、1983年11月に日本に輸入され、1984年から供用されていた。しかし伊藤はリアルシャダイには「ある箇所にちょっと気になるところ…あの欠点さえなえければいい種牡馬なのにな」と考えており、結局ミリーバードの4年目の相手とすることを見送っていた。代わってナイスダンサーを交配相手としたが受胎せず、空胎で過ごしていた。
配合を見送る間に、リアルシャダイの初年度産駒が続々誕生していた。産駒に立ち会った伊藤は、懸念していた「ある欠点」が産駒に受け継がれていないと感じ取り、このことからリアルシャダイの成功を確信する。よってミリーバードの5年目となる1985年、ミリーバードとリアルシャダイの交配が実現し、受胎に至った。

### 幼駒時代
1986年3月23日、北海道門別町の野島牧場にてミリーバードの5番仔となる栗毛の牝馬（後のシャダイカグラ）が誕生する。5番仔は、胸前が充実して、骨太だった。頭が良く、人には従順であったが、他の馬には負けず嫌いの一面も持ち併せており、幼駒の段階から期待を集めていた。伊藤は、この5番仔を馬主歴20年超の70代、米田茂に紹介した。米田は「前幅のあるいいうま〔ママ〕」と感じ取って、購入を決断した。リアルシャダイ産駒の評価がまだ定まっていない時であり、安価の800万円での取引だった。
坪重兵衛調教師の夫人の親戚であることをきっかけに馬主となった米田の、最初の所有馬は、母馬「スズカグラ」から機械的に名付けていた「ミスカグラ」という牝馬だった。ミスカグラは、5勝を挙げたほか、1969年には桜花賞に出走したが、ヒデコトブキやトウメイなどに敵わず18着、最下位に敗れていた。以来、米田は、思い出のミスカグラの「カグラ」を冠名に用いて馬主を続ける。馬主歴20年超にまで到達していたが、これまで重賞を勝利したことはなかった。米田は5番仔に、父リアルシャダイの「シャダイ」に冠名「カグラ」を組み合わせた「シャダイカグラ」という競走馬名を与えていた。
シャダイカグラは、交配を行った伊藤厩舎に入厩する。伊藤が扱った牝馬では、牧場で発掘したマックスビューティが出世していた。1987年の桜花賞、優駿牝馬（オークス）を制し、牝馬二冠を果たしていた。マックスビューティは、仕上げやすい馬だった。対してシャダイカグラは、調教を積まないと仕上がらず、おまけに頻繁に脚の腫れ、ソエをきたしたり、熱発したりする軟弱さも兼ねて、伊藤に苦労をかけていた。
リアルシャダイの初年度産駒は、先にデビューしていた。血統から晩成のステイヤー傾向であると考えられていたが、デビュー直後から良く走り、クラシック候補も多数輩出していた。伊藤厩舎にも初年度産駒であるグッドタイミング（母父:パーソロン）という牡馬がいた。グッドタイミングは、新馬戦を勝利してからクラシック出走を目指して出走を重ね、直前の若草賞（OP）を勝利してクラシック戦線に乗っていた。しかし故障して戦線離脱、参戦は叶わなかった。他にもクラシック戦線のリアルシャダイ産駒は、続々故障し、戦線離脱が多かった。この事象を踏まえて、伊藤はこのような結論を得ていた。
以上のことから、伊藤は、シャダイカグラの調教を慎重に行うことを心掛けていた。後に「初めて扱ったリアルシャダイ産駒がシャダイカグラだったら、たぶんグッドタイミングみたいにこわしてしまっていたと思います。いまのシャダイカグラがあるのはグッドタイミングのおかげ」であると述べている。

## 競走馬時代

### クラシックまでの道程
6月13日、札幌競馬場の新馬戦（ダート1000メートル）で、柴田政人を鞍上にデビュー。入厩直後のデビューで仕上がっておらず、4番人気の評価だったが、2着。ただしレコードで制したマツスイフトに7馬身差離された2着だった。その後、体重を減らして7月3日、同条件の2戦目の新馬戦で初勝利を挙げた。
その後は骨膜炎をきたして休養するも、10月22日、デビュー3年目の武豊を起用して臨んだりんどう賞（400万円以下）で2勝目を挙げる。それから11月26日、京都3歳ステークス（OP）では逃げて、ラッキーゲランらを4馬身突き放して3勝目、オープン競走優勝まで成り上がった。伊藤は、夏、1勝馬の時点で、シャダイカグラの4歳の目標を桜花賞に定め、それに連なるローテーションを考えていた。3歳暮れのラジオたんぱ杯3歳牝馬ステークスから、4歳2月のエルフィンステークスを挟み、3月のペガサスステークスを前哨戦にして目標に挑もうと考えていた。
12月11日のラジオたんぱ杯3歳牝馬ステークス（GIII）で重賞初出走を果たす。りんどう賞2着のミスジュニヤス、新馬戦勝利から臨むタニノターゲットなどと対して、1.6倍の1番人気だった。逃げたタニノターゲットに次ぐ2番手を追走し、直線でタニノターゲットを追い詰めていたが、アタマ差だけ届かなかった。タニノターゲットに逃げ切りを許し、2着に敗れた。年をまたいで2月5日、エルフィンステークス（OP）では、初めて単枠指定となり、1番人気に支持される。重賞2着のライトカラーと対したが、2番手追走から最終コーナーで突き放し、5馬身差をつけて優勝、4勝目を挙げた。
3月5日、桜花賞と同じ阪神競馬場のマイルで行われるペガサスステークス（GIII）では、前年の最優秀3歳牝馬、阪神3歳ステークス2着のアイドルマリーとの初対決となった。数多くの牡馬を差し置いて、アイドルマリーとともに単枠指定、人気もこの2頭に集中したが、こちらが1番人気だった。
ナルシスノワールが逃げる中、好位を確保。背後にアイドルマリーがおり、マークされる形だった。第3コーナーでアイドルマリーより先に仕掛け、逃げるナルシスノワールに接近し、並びかけて最終コーナーを通過した。直線では、アイドルマリーを突き放し、粘るナルシスノワールと横並びの一騎打ちに持ち込んだ。ナルシスノワールの抵抗激しく、長くハナを争ったが、終いで差し切りを果たした。ナルシスノワールに1馬身半、アイドルマリーには6馬身以上突き放して優勝、重賞初勝利を挙げた。

### 桜花賞

#### 結果
続いて4月9日、桜花賞（GI）に臨む。7戦5勝7連対で迎えた本番でも、単枠指定の対象となった。直前の7日に行われた枠順抽選会では、単枠指定のためにトップバッターで参加した厩舎の笹田和秀が8枠を引き当てる。すなわちオートマティックに大外枠18番からの発走が決定した。舞台となる阪神のマイルコースは、スタートからすぐコーナーを迎えるため、外枠の先行馬は、好位を確保するのは難しかった。それゆえこれまで先行し、好位に取りついて勝利を積み重ねてきたシャダイカグラにとっては、とても大きな不利だった。
武は、最終追い切りの後「9割方勝てると思う」と見込んでいたが、ただし「大外枠を引いたりしなければ」と挙げていた。しかし最悪の大外枠が与えられたことで、武、伊藤共にショックが大きかった。伊藤は「大外は0.5秒の不利」があると捉えていた。やがて気持ちを整理して、克服の自信が湧き上っても、周りで拡がった伝染病を唯一潜り抜けてきたなど、過去にシャダイカグラにもたらされた幸運を引き合いに出して「大外枠の不利もその強運で克服してくれる」と、運にすがることしかできなかった。それでもシャダイカグラと武の人気は、衰えなかった。アイドルマリー、報知杯4歳牝馬特別優勝馬コクサイリーベ、タニノターゲット、シンザン記念優勝馬ファンドリポポらと対して、2.2倍の1番人気だった。

大外枠からスタートしたが、出遅れていた。他がシャダイカグラに対抗するために、好位を得るために、積極的に先行する中、1頭はぐれて最後方となり、武が促して、馬群の最後方を追走していた。やがて内側に持ち込んで馬群に突入、コーナーワークでロスを取り戻し、最終コーナーを6番手の好位で迎えることとなる。「魔の桜花賞ペース」と呼ばれるハイペースとなる中、直線では、先行勢がおしなべて脱落していた。先に抜け出したタニノターゲットを、後れて好位まで押し上げたホクトビーナスがかわし、突き放して独走となっていた。
シャダイカグラは、それを外から追うべく、スパートする。まず馬群の大勢を置き去りにし、タニノターゲットをかわして2番手に進出。そして独走するホクトビーナスに詰め寄っていた。ホクトビーナスが抵抗してリードを保っていたが、終いでシャダイカグラはもう一伸びを果たし、寸前で並びかけた。ホクトビーナスをクビ差差し切ったところで決勝線を通過する。
桜花賞、クラシック戴冠を果たす。1961年スギヒメ以来となる大外枠からの桜花賞優勝を果たした。また1985年、天皇賞（春）のシンボリルドルフ以来となる大外枠単枠指定からのGI優勝、さらに1975年テスコガビー、1986年メジロラモーヌに続いて史上3頭目となる単枠指定の桜花賞優勝を成し遂げている。

#### レースぶりについて
4年目、20歳の武は、桜花賞初勝利、前年秋の菊花賞をスーパークリークで制して以来となるGI2勝目、牝馬クラシック初勝利を挙げている。武の父邦彦が1972年にアチーブスターで、1974年にタカエノカオリで優勝しており、桜花賞親子二代制覇を果たした。若年ながら、勝利を積み重ね、大タイトルを奪取する武には、競馬場にそれまで少なかった若い女性ファンを呼び込んでおり、桜花賞の当日も競馬場の最前列に女性ファンが多かった。そのため未婚の武の動向について、写真週刊誌など世間の興味を惹いていたが、どこからも漏れ伝わる話はなかった。そんな頃、牝馬シャダイカグラが、武の「恋人」だと呼ばれるようになっていた。
大外、さらに出遅れの不利を覆した武の騎乗は、称賛され、果ては「武が意図的に出遅れさせた」との憶測まで広まり、武の「伝説」として崇められるようになった。しかし後に江夏豊との対談において「意図的じゃなく、本当の出遅れ。でも、言えなくなっちゃって」と伝説を翻している。
シャダイカグラは、伊藤により万全の状態で仕上げられていた。しかし当日、前走からマイナス8キロ減少、仕上がりすぎて精神的にギリギリの状態、おまけに入れ込みが激しかった。大外では、先行と後方待機の二択を考えていたが、この入れ込みでは好スタートできないと判断し、後方待機からの追い込みを覚悟していた。スタートは出遅れの形となったが覚悟していたからこそ、冷静に対処することができた。桜花賞のコースは、最終コーナーで内側が空くことを事前に知っており、その内側に拘って追走し、挽回を果たしている。「もしポンとスタートを切ってから下げたなら、もっと楽に勝っていたと思う」と回顧している。

### 優駿牝馬
続いて5月21日、牝馬クラシック二冠目の優駿牝馬（オークス）（GI）に臨む。桜花賞の大外枠を克服したことで、二冠の期待が高まっていた。今回も単枠指定となったが、有利な内枠、3枠7番が与えられていた。人気は集中し、単勝オッズ1.8倍の1番人気となる。単勝支持率は、二冠を果たして後に史上初めて牝馬三冠を成し遂げることになるメジロラモーヌの、1986年優駿牝馬と同率の43パーセント、過去30年で最高の支持率となっていた。
出遅れずにスタートして先行、8、9番手を確保、周りのマークを受けながら追走していた。最終コーナーにかけて進出、5番手で直線に向いていた。手応えがあるまま馬場の中央に持ち出されてスパートし、先行するヤンゲストシチーに接近、残り100メートルでそれをかわしていた。これを以て先頭に躍り出るはずだった。しかし同時に、シャダイカグラの背後をマークするように追走し続け、直線で大外から進出したライトカラーに追い詰められる。
ヤンゲストシチーをかわして先頭に躍り出る頃には、既に並ばれており、終いの勢いはライトカラーに分があった。2頭の一騎打ちでゴール手前に至ったが、ライトカラーが先んじていた。シャダイカグラは、クビ差だけ後れを取る2着敗退、二冠はならなかった。伊藤は敗因を「向正面で右前の向こうずねのところをケられて〔ママ〕（外傷）リズムを崩したこともあったのでは」と分析している。

### エリザベス女王杯
この後は、栗東での夏休みを過ごす。笹針治療を2回施された。秋は、牝馬三冠競走の最終戦であるエリザベス女王杯参戦を目指し、エリザベス女王杯を引退レースとすることになった。10月22日、トライアル競走であるローズステークス（GII）で始動する。前走敗れたライトカラー、3連勝中の上がり馬シンエイロータス、サファイヤステークス優勝馬リリーズブーケなどと対したが、単枠指定となり、単勝オッズ1.6倍の1番人気に支持されていた。好スタートから、他の人気馬に先んじる2番手を確保し、追走する。最終コーナーで逃げ馬をかわして抜け出していた。後方から人気のシンエイロータス、リリーズブーケが追い込んでいたが、接近を許さなかった。後方に1馬身半差をつけて、重賞3勝目。優先出走権を獲得した。

この後、両前足にむくみが出てしまうなど脚部不安をきたしていた。これまでのダートコースを用いた調教ができず、坂路とプールを併用した調教で仕上げられて、11月12日のエリザベス女王杯（GI）に臨むこととなる。引退レースであり、これを優勝もしくは2着以内に入れば、生涯連対の記録達成がかかっていた。両前脚にピンクのバンテージを着用して参戦する。メジロモントレー、カッティングエッジらと対して、単枠指定となり、2.2倍の1番人気に推されていた。
大外枠8枠20番から好スタートを見せて、外枠のロスを取り戻し、好位の外側を確保した。向こう正面で他の好位勢を下して、単独2番手となり、第3コーナーでは、逃げ馬の直後にまで詰め寄っていた。しかし第3コーナーの坂の下りにて、突然失速し、後退、追走することができなかった。異常をきたした右前脚を引きずりながら完走したが、先頭を争う馬群から置き去りにされていた。1着を得た20番人気サンドピアリスに7.6秒遅れ、ブービー賞から大差、5秒以上遅れた最下位で決勝線を通過、20着敗退となる。引退レースにして初めて連対を外し、生涯連対を逃した。
レース直後の第1コーナーで武は下馬している。失速、最下位の原因は、右前脚の繋靭帯断裂だった。重傷だったが、命に別状はなく、繁殖牝馬としての活動にも影響はなかった。最低人気サンドピアリスの優勝と、1番人気シャダイカグラの故障最下位で直後の競馬場は、静まり返り、歓声が起こったのは、大型配当が発表されたときだったという。この年のJRA賞では、全172票中167票を集めて、最優秀4歳牝馬を受賞している。

## 繁殖牝馬時代
1989年12月6日、生まれ故郷の北海道門別町の野島牧場に凱旋し、繁殖牝馬として繋養された。初年度となる1991年に初仔を産んでいる。毎年のように交配し続けたが、1995年から1998年までの4年間は仔を得られないなど、仔出しが悪かった。馬名登録をされたのは、6頭に留まり、競走馬デビューできたのは、4頭だった。2002年には平取町のびらとり牧場で繋養され、2005年4月4日、動脈瘤破裂をきたして20歳で死亡した。

## 競走成績
以下の内容は、netkeiba.comおよびJBISサーチに基づく。
| 競走日 | 競走日 | 競走日 | 競馬場 | 競走名                 | 格   | 距離 （馬場） | 頭 数 | 枠 番 | 馬 番 | オッズ （人気） | 着順 | タイム | 着差 | 騎手     | 斤量 [kg] | 1着馬 （2着馬）      | 馬体重 [kg] |
| ------ | ------ | ------ | ------ | ---------------------- | ---- | ------------- | ----- | ----- | ----- | --------------- | ---- | ------ | ---- | -------- | --------- | -------------------- | ----------- |
| 1988.  | 06.    | 19     | 札幌   | 3歳新馬                |      | ダ1000m（重） | 7     | 4     | 4     | 6.1（4人）      | 02着 | 1:00.1 | -1.2 | 柴田政人 | 53        | マツスイフト         | 470         |
|        | 07.    | 03     | 札幌   | 3歳新馬                |      | ダ1000m（良） | 5     | 4     | 4     | 1.1（1人）      | 01着 | 1:02.1 | -0.1 | 柴田政人 | 53        | （スーパーワン）     | 450         |
|        | 10.    | 22     | 京都   | りんどう賞             | 5下  | 芝1400m（稍） | 10    | 3     | 3     | 5.7（3人）      | 01着 | 1:24.8 | -0.1 | 武豊     | 53        | （ミスジュニヤス）   | 452         |
|        | 11.    | 26     | 京都   | 京都3歳S               | OP   | 芝1600m（良） | 10    | 5     | 5     | 3.２（1人）     | 01着 | 1:37.8 | -0.7 | 武豊     | 54        | （ラッキーゲラン）   | 454         |
|        | 12.    | 11     | 阪神   | ラジオたんぱ杯3歳牝馬S | GIII | 芝1600m（良） | 11    | 6     | 6     | 1.6（1人）      | 02着 | 1:36.1 | -0.0 | 武豊     | 53        | タニノターゲット     | 456         |
| 1989.  | 02.    | 05     | 京都   | エルフィンS            | OP   | 芝1600m（良） | 9     | 1     | 1     | 1.6（1人）      | 01着 | 1:36.2 | -0.8 | 武豊     | 55        | （ライトカラー）     | 456         |
|        | 03.    | 05     | 阪神   | ペガサスS              | GIII | 芝1600m（重） | 14    | 5     | 9     | 2.2（1人）      | 01着 | 1:37.5 | -0.2 | 武豊     | 54        | （ナルシスノワール） | 454         |
|        | 04.    | 09     | 阪神   | 桜花賞                 | GI   | 芝1600m（稍） | 18    | 8     | 18    | 2.2（1人）      | 01着 | 1:37.5 | -0.0 | 武豊     | 55        | （ホクトビーナス）   | 446         |
|        | 05.    | 21     | 東京   | 優駿牝馬               | GI   | 芝2400m（稍） | 24    | 3     | 7     | 1.8（1人）      | 02着 | 2:29.0 | -0.0 | 武豊     | 55        | ライトカラー         | 444         |
|        | 10.    | 22     | 京都   | ローズS                | GII  | 芝2000m（稍） | 10    | 8     | 10    | 1.6（1人）      | 01着 | 2:01.5 | -0.2 | 武豊     | 55        | （シンエイロータス） | 454         |
|        | 11.    | 12     | 京都   | エリザベス女王杯       | GI   | 芝2400m（良） | 20    | 8     | 20    | 2.2（1人）      | 20着 | 2:36.4 | -7.6 | 武豊     | 55        | サンドピアリス       | 454         |

- 枠番・馬番の太字強調は、単枠指定を示す。内容はnetkeiba.comおよびJBISサーチのほか、日本中央競馬会『中央競馬全重賞競走成績 GI編』（1996年）[55]に基づく。

## 繁殖成績
|       | 生年   | 馬名               | 性 | 毛色 | 父                   | 馬主                   | 管理調教師                     | 戦績       | 供用 | 出典   |
| ----- | ------ | ------------------ | -- | ---- | -------------------- | ---------------------- | ------------------------------ | ---------- | ---- | ------ |
| 初仔  | 1991年 | カグラグレート     | 牡 | 鹿毛 | ミスターシービー     | 米田チヱ子 →蜂谷伊佐雄 | 栗東・伊藤雄二 →上山・柳沼幸男 | 3戦0勝     |      | [ 56 ] |
| 2番仔 | 1992年 | エイブルカグラ     | 牝 | 栗毛 | ジェイドロバリー     | 米田チヱ子             | 栗東・伊藤雄二                 | 1戦1勝     | 繁殖 | [ 57 ] |
|       | 1993年 | 流産               |    |      | ダンシングブレーヴ   |                        |                                |            |      | [ 4 ]  |
| 3番仔 | 1994年 | ゴールドウインク   | 牝 | 栗毛 | サクラユタカオー     | 野島春男               | 栗東・田島良保                 | （不出走） | 繁殖 | [ 58 ] |
| 4番仔 | 1995年 | 生後直死           |    |      | ジェイドロバリー     |                        |                                |            |      | [ 4 ]  |
|       | 1996年 | 種付けなし         |    |      |                      |                        |                                |            |      | [ 4 ]  |
|       | 1997年 | 流産               |    |      | サンデーサイレンス   |                        |                                |            |      | [ 4 ]  |
|       | 1998年 | 不受胎             |    |      | ティンバーカントリー |                        |                                |            |      | [ 4 ]  |
| 5番仔 | 1999年 | メイショウカルメン | 牝 | 鹿毛 | エアダブリン         | 松本和子               | 栗東・伊藤雄二                 | （不出走） | 繁殖 | [ 59 ] |
| 6番仔 | 2000年 | ジェイドカグラ     | 牡 | 栗毛 | ジェイドロバリー     | 小林肇                 | 美浦・石毛善彦                 | 1戦0勝     |      | [ 60 ] |
|       | 2001年 | 不受胎             |    |      | オペラハウス         |                        |                                |            |      | [ 4 ]  |
|       | 2002年 | 流産               |    |      | ロイヤルタッチ       |                        |                                |            |      | [ 4 ]  |
| 7番仔 | 2003年 | オプティマルマザー | 牝 | 栗毛 | マーベラスサンデー   | 稲原敬三 →びらとり牧場 | 盛岡・櫻田勝男 →栗東・伊藤雄二 | 6戦3勝     |      | [ 61 ] |
|       | 2004年 | 不受胎             |    |      | トウカイテイオー     |                        |                                |            |      | [ 4 ]  |
|       | 2005年 |                    |    |      | ラスカルスズカ       |                        |                                |            |      | [ 4 ]  |

## 血統表
| シャダイカグラの血統                   | シャダイカグラの血統                            | シャダイカグラの血統 | （血統表の出典）    | （血統表の出典） |
| 父系                                   | ロベルト系                                      | ロベルト系           | ロベルト系          | [ § 2 ]          |
| 父 リアルシャダイ 1979 黒鹿毛 アメリカ | 父の父Roberto 1969 鹿毛 アメリカ                | Hail to Reason       | Turn-to             | Turn-to          |
| 父 リアルシャダイ 1979 黒鹿毛 アメリカ | 父の父Roberto 1969 鹿毛 アメリカ                | Hail to Reason       | Nothirdchance       |                  |
| 父 リアルシャダイ 1979 黒鹿毛 アメリカ | 父の父Roberto 1969 鹿毛 アメリカ                | Bramalea             | Nashua              | Nashua           |
| 父 リアルシャダイ 1979 黒鹿毛 アメリカ | 父の父Roberto 1969 鹿毛 アメリカ                | Bramalea             | Rarelea             |                  |
| 父 リアルシャダイ 1979 黒鹿毛 アメリカ | 父の母Desert Vixen 1970 黒鹿毛 アメリカ         | In Reality           | Intentionally       | Intentionally    |
| 父 リアルシャダイ 1979 黒鹿毛 アメリカ | 父の母Desert Vixen 1970 黒鹿毛 アメリカ         | In Reality           | My Dear Girl        |                  |
| 父 リアルシャダイ 1979 黒鹿毛 アメリカ | 父の母Desert Vixen 1970 黒鹿毛 アメリカ         | Desert Trial         | Moslem Chief        | Moslem Chief     |
| 父 リアルシャダイ 1979 黒鹿毛 アメリカ | 父の母Desert Vixen 1970 黒鹿毛 アメリカ         | Desert Trial         | Scotch Verdict      |                  |
| 母 ミリーバード 1976 栗毛 日本         | 母の父*ファバージ Faberge 1961 鹿毛 フランス    | Princely Gift        | Nasrullah           | Nasrullah        |
| 母 ミリーバード 1976 栗毛 日本         | 母の父*ファバージ Faberge 1961 鹿毛 フランス    | Princely Gift        | Blanche             |                  |
| 母 ミリーバード 1976 栗毛 日本         | 母の父*ファバージ Faberge 1961 鹿毛 フランス    | Spring Offensive     | Charles o'Malley    | Charles o'Malley |
| 母 ミリーバード 1976 栗毛 日本         | 母の父*ファバージ Faberge 1961 鹿毛 フランス    | Spring Offensive     | Wild Arum           |                  |
| 母 ミリーバード 1976 栗毛 日本         | 母の母*ラバテラ Lavatera 1970 栗毛 アイルランド | Le Haar              | Roi Herode          | Roi Herode       |
| 母 ミリーバード 1976 栗毛 日本         | 母の母*ラバテラ Lavatera 1970 栗毛 アイルランド | Le Haar              | Vahren              |                  |
| 母 ミリーバード 1976 栗毛 日本         | 母の母*ラバテラ Lavatera 1970 栗毛 アイルランド | Begonia              | Sundridge           | Sundridge        |
| 母 ミリーバード 1976 栗毛 日本         | 母の母*ラバテラ Lavatera 1970 栗毛 アイルランド | Begonia              | Americus Girl       |                  |
| 母系(F-No.)                            | ラバテラ系(FN:16-a)                             | ラバテラ系(FN:16-a)  | ラバテラ系(FN:16-a) | [ § 3 ]          |
| 5代内の近親交配                        | Nasrullah 5×4                                   | Nasrullah 5×4        | Nasrullah 5×4       | [ § 4 ]          |
| 出典                                   | 1. 2. 3. 4.                                     | 1. 2. 3. 4.          | 1. 2. 3. 4.         | 1. 2. 3. 4.      |

- 半妹タイセイカグラ（父モーニングフローリック）の産駒にオースミブライト（神戸新聞杯、京成杯）、オースミコスモ（関屋記念、中山牝馬ステークス、福島牝馬ステークス）、タイセイカグラの曾孫にストレイトガール（ヴィクトリアマイル、スプリンターズステークス）がいる。